# DS2
DS2 (acronimo di Dirty Sprite 2) è il terzo album in studio del rapper statunitense Future, pubblicato il 17 luglio 2015.

## Antefatti
L'album è il seguito del mixtape di Future del 2011 Dirty Sprite. È stato annunciato il 10 luglio 2015, quando Future ha pubblicato la copertina dell'album, mentre la tracklist è stata rivelata dal rapper il 15 luglio seguente.

## Descrizione
DS2 è un progetto con sonorità tipicamente trap e vede Drake come unica partecipazione e la produzione di diversi produttori discografici, tra cui Metro Boomin, Southside, Frank Dukes e Zaytoven. Nell'edizione deluxe dell'album pubblicata sui servizi di musica digitale e streaming sono presenti quattro tracce bonus e un documentario in cinque parti intitolato Like I Never Left, che vede la partecipazione di Sean Combs, Ludacris, Pharrell Williams, Pusha T e Casino.
È ampiamente considerato come uno degli album migliori della storia del genere, piazzandosi anche alla ventesima posizione nella classifica dei duecento album migliori della storia dell'hip hop stilata da Rolling Stone.

## Tracce
1. Thought It Was a Drought – 4:25 (Nayvadius Wilburn, Leland Wayne, Allen Ritter)
2. I Serve the Base – 3:08 (Nayvadius Wilburn, Leland Wayne)
3. Where Ya At (feat. Drake) – 3:27 (Nayvadius Wilburn, Aubrey Graham, Leland Wayne)
4. Groupies – 3:06 (Nayvadius Wilburn, Leland Wayne, Sonny Uwaezuoke, Joshua Lellen)
5. Lil One – 3:27 (Nayvadius Wilburn, Leland Wayne, Joshua Lellen)
6. Stick Talk – 2:50 (Nayvadius Wilburn, Joshua Luellen, Sasja Vanderveken)
7. Freak Hoe – 2:54 (Nayvadius Wilburn, Leland Wayne)
8. Rotation – 2:45 (Nayvadius Wilburn, Leland Wayne, Joshua Lellen)
9. Slave Master – 3:18 (Nayvadius Wilburn, Leland Wayne, Joshua Lellen)
10. Blow a Bag – 3:19 (Nayvadius Wilburn, Leland Wayne, Sonny Uwaezuoke, Joshua Lellen)
11. Colossal – 3:04 (Nayvadius Wilburn, Xavier Dotson)
12. Rich Sex – 4:00 (Nayvadius Wilburn, Leland Wayne, Joshua Lellen, Adam Feeney)
13. Blood on the Money – 4:46 (Nayvadius Wilburn, Leland Wayne, Xavier Dotson, Joshua Lellen)

Tracce contenute bonus nell'edizione deluxe
1. Trap Niggas – 3:04 (Nayvadius Wilburn, Joshua Lellen)
2. The Percocet & Stripper Joint – 2:36 (Nayvadius Wilburn, Joshua Lellen, Jacob Button, Robert Mandell)
3. Real Sisters – 2:54 (Nayvadius Wilburn, Xavier Dotson)
4. Kno the Meaning – 3:45 (Nayvadius Wilburn, Joshua Lellen)
5. Fuck Up Some Commas – 3:57 (Nayvadius Wilburn, Gary Hill, Joshua Lellen)

Tracce bonus contenute nell'edizione deluxe di Spotify
1. Like I Never Left (feat. Diddy, Ludacris, Pharrell Williams, Pusha T e Casino) – 25:49

## Classifiche

### Classifiche settimanali
| Classifica (2015) | Posizione massima |
| ----------------- | ----------------- |
| Belgio (Fiandre)  | 98                |
| Canada            | 5                 |
| Francia           | 161               |
| Paesi Bassi       | 95                |
| Regno Unito       | 56                |
| Stati Uniti       | 1                 |
| Svizzera          | 85                |

### Classifiche di fine anno
| Classifica (2015) | Posizione |
| ----------------- | --------- |
| Stati Uniti       | 42        |
| Classifica (2016) | Posizione |
| Stati Uniti       | 28        |
| Classifica (2017) | Posizione |
| Stati Uniti       | 97        |
| Classifica (2021) | Posizione |
| Stati Uniti       | 182       |
| Classifica (2022) | Posizione |
| Stati Uniti       | 159       |
| Classifica (2023) | Posizione |
| Stati Uniti       | 139       |

### Classifiche di fine decennio
| Classifica (2015) | Posizione |
| ----------------- | --------- |
| Stati Uniti       | 139       |